# Гебауэр, Фриц
Фриц Готтхард Гебауэр (нем. Fritz Gotthard Gebauer; 14 июля 1906, Бреслау, Германская империя — 9 августа 1979, Гёттинген, ФРГ) — гауптштурмфюрер СС, комендант концлагеря Яновский и начальник предприятия Deutsche Ausrüstungswerke.

## Биография
Фриц Гебауэр родился 14 июля 1906 года в семье сторожа. С 1912 по 1920 год посещал народную школу в Бреслау. После окончания 8 класса с 1920 по 1924 год изучал механику. В 1926 году поступил на работу в фирму Siemens, где был механиком по монтажу осветительных приборов. В 1928 году перешел в силезскую телефонную компанию, которая наняла его в качестве механика до 1930 года. В связи с общей безработицей Гебауэр был уволен и оставался безработным до 1933 года.
В 1930 году присоединился к Штурмовым отрядам (СА). 1 января 1931 года вступил в НСДАП (билет № 388624) и в том же году был зачислен в ряды СС (№ 5549). Компания Siemens вновь приняла его на работу, и он работал в управлении по строительству вокзалов в Глогау до 1936 года. В течение шести месяцев Гебауэр служил в СС в качестве начальника связи, после чего был переведен на авиационный завод Арадо в Варнемюнде, где проработал до 1939 года. Компания Siemens в Берлине взяла его на работу в качестве электрика. Летом 1941 года покинул компанию Siemens. С августа 1941 года служил при руководителе СС и полиции в Лемберге. До мая 1944 года был директором предприятия Deutsche Ausrüstungswerke (DAW) в Лемберге и комендантом концлагеря Яновский. Впоследствии служил в Люблине и Берлине.
После окончания войны жил в Дессау и работал на советские оккупационные власти. В 1947 году вступил в Социалистическую единую партию Германии (СЕПГ), после чего занимал должность гендиректора в кинопрокатной компании. В 1956 году стал начальником отдела техники измерения и автоматического управления в Дессау. В 1960 году, по рекомендации СЕПГ, стал городским секретарем Дессау, что вызвало расследование его прошлого. В 1960 году на его рабочем месте возникли производственные трудности, что заставило вмешаться государственную полицию ГДР. Это обстоятельство, а также изучение его прошлого, которого он опасался в связи с предполагаемым назначением на должность городского секретаря Дессау, послужили основанием для его бегства с женой в ФРГ. В конце 1966 или начале 1967 года стал нетрудоспособным из-за болезни печени. В 1968 году переехал в Зезен. С 10 декабря 1970 года находился в следственном изоляторе. 29 июня 1971 года земельным судом Саарбрюккена был приговорён к пожизненному заключению за убийство заключенных на предприятии Deutsche Ausrüstungswerke. С декабря 1972 года отбывал наказание в тюрьме города Целле. Министерство юстиции Саара трижды отклоняло прошения о помиловании со стороны Гебауэра. В начале августа 1979 года был помещён в университетскую клинику Гёттингена, где умер 9 августа.